# Bykáň (železniční zastávka)
Bykáň je železniční zastávka (dříve i nákladiště) na trati Kutná Hora – Zruč nad Sázavou. Zastávka se nachází asi 540 m od vesnice Bykáň, okres Kutná Hora, v blízkosti přejezdu P5976. 

## Historie
Zastávka byla uvedena do provozu 1. listopadu 1905 pod názvem Bikan. V roce 1918 získala zastávka jméno Bykáň, v roce 1939 se tento název změnil na německé jméno Bykan. O rok později se zastávka přejmenovala na Bikans. V roce 1945 zastávka opět získala název Bykáň.

## Popis
Na zastávce se nachází jedno nástupiště s asfaltovým povrchem, dále dřevěný přístřešek s lavičkou. Zastávka neposkytuje žádné další služby, není zde ani osvětlení.[zdroj?]